# Sphingonotus micronacrolius
Sphingonotus micronacrolius är en insektsart som beskrevs av Zheng, Z. och G. Ren 1994. Sphingonotus micronacrolius ingår i släktet Sphingonotus och familjen gräshoppor. Inga underarter finns listade i Catalogue of Life.